# 佩尔维斯·埃斯图皮尼安
佩尔维斯·何蘇埃·埃斯图皮尼安·特諾里奧（西班牙語：Pervis Josué Estupiñán Tenorio，1998年1月21日—），出生于埃斯梅拉达斯，厄瓜多尔男子足球运动员，現效力意甲球隊AC米蘭及厄瓜多爾國家足球隊。他曾代表厄瓜多尔国家队参加2022年国际足联世界杯，结果队伍止步小组赛阶段。

## 职业生涯
基多体会
埃斯图皮尼安在2011年13岁时加入了基多联盟体育大学青训，当。并于2015年被提拔到一线队，当年2月1日他在主场1-0战胜民族队的比赛中首发出场，完成了他的职业首秀。
随后他坐稳了球队的主力位置。

沃特福德及外租西班牙
2016年7月29日，他转会至英超沃特福德，并随即被租借至格拉纳达在西乙二的B队。
2017年4月5日，他完成了西甲首秀，在客场0-0战平拉科鲁尼亚的比赛中首发出场。 7月17日，他被租借到西乙球队阿尔梅里亚一年。
2018年8月9日，埃斯图皮尼安租加盟西乙马略卡，次年7月3日，在球队升入西甲后，他与另一支西甲升班马奥萨苏纳签订了一份为期两年的租借合同。
黄色潜水艇
2020年9月16日，埃斯图皮尼安以1490万英镑转会费加盟比利亚雷亚尔，签约七年。
其间，埃斯图皮尼安随队赢得了2020-21赛季欧联杯冠军，并在次年闯入欧冠四强。
布莱顿
2022年8月16日，埃斯图皮尼安与英超球队布莱顿足球俱乐部签约五年
他迅速融入球队，并在首个赛季贡献多次助攻，包括在足总杯和联赛中帮助球队取胜的关键传球。2023年5月，他攻入加盟后的首个进球，帮助球队战胜阿森纳。2023-24赛季，他又在对阵狼队的比赛中进球。在因伤缺席数月后，他在对阵托特纳姆热刺的比赛中替补登场，再次取得进球。
AC米兰
2025年7月24日，埃斯图皮尼安与意甲豪门AC米兰签订了一份为期五年的合同，作为后者在特奥远走沙特后的替代者。 他成为了俱乐部历史上第一位厄瓜多尔球员。

## 国家队
埃斯图皮尼安于2019年10月首次代表厄瓜多尔国家队出场，系厄瓜多尔6:1负于阿根廷的友谊赛。
此后他参加了2019年美洲杯，并入选赛事最佳阵容，帮助球队打入四分之一决赛。之后，他入选了厄瓜多尔参加2022年国际足联世界杯的26人名单。

### 榮譽
維拉利爾
- 歐霸盃冠軍 : 2020-21[12]
- 美洲杯最佳阵容：2021